# HD5132
HD5132 — хімічно пекулярна зоря спектрального класу A6, що має видиму зоряну величину в смузі V приблизно  7,6.
Вона  розташована на відстані близько 364,8 світлових років від Сонця.